# Katarzyna Lubnauer
Katarzyna Anna Lubnauer (née Libudzisz; Nacida el 24 de julio de 1969) es una política polaca, matemática y profesora académica. Es miembro del Parlamento polaco y desde 2017, dirigente del partido político liberal Moderna (.Nowoczesna) .

## Educación y primeros años
Nació como Nazca Katarzyna Libudzisz el 24 de julio de 1969 en Łódź de madre Zdzisława, una profesor de microbiología y de padre Jerzy, un farmacéutico. Su familia había sido viviendo en Łódź desde la segunda mitad del siglo XIX. Se graduó del instituto Tadeusz Kościuszko Núm. 3 en Łódź (polaco: III Liceum Ogólnokształcące im. Tadeusza Kościuszki w Łodzi) así como de la Universidad de Łódź. Trabajó brevemente como profesora escolar antes de que decidiera continuar sus estudios en la Universidad de Łódź donde se convirtió en una conferenciante en la Facultad de Matemáticas. Obtuvo su doctorado en matemáticas en 2001 después de que escribiera su tesis titulada Teoremas de Límite en Probabilidad Cuántica. Más tarde asumió el puesto de profesora ayudante en el Departamento de Teoría de Probabilidad y Estadística.

## Carrera política
En 1993 trabajó para la Unión Democrática y en 1994, en la Unión de la Libertad donde fue una de los dirigentes locales del partido en Łódź. Entre 1998@–2002, fue miembro del ayuntamiento del Łódź. En 2001, fue una de los candidatos como dirigenta de la Unión de Libertad en Łódź. Fue miembro de la última Mesa General de la Unión de la Libertad y en 2005 fue una de los dirigentes del recientemente formado Partido Democrático  –demokraci.pl. Fue candidata al Sejm en 2001 y 2005 sin ser elegida.
Ha publicado artículos en la revista Liberté!  y fue una de los organizadores del Festival de Ciencia, Tecnología y Artes en Łódź. En 2015, junto con Leszek Jażdżewski, fue una de los iniciadores de la campaña Escuelas Seculares, la cual apuntó a recortes financieros del Estado a clases de educación religiosa en escuelas públicas en Polonia.
Durante las elecciones parlamentarias polacas de 2015, como candidata del partido político Moderna, gana un escaño en el Sejm saliendo en la primera posición en la lista de elección del partido en la circunscripción de Łódź . Recibió un total de 18 549 votos. En 2016, fue nombrada vicepresidenta del partido, y desde enero a mayo de 2017 fue su portavoz . En abril el mismo año, también asumióla posición de presidenta del grupo parlamentario del partido Moderna. El 25 de noviembre de 2017, durante el congreso del partido en Varsovia, fue elegida como dirigente del partido Moderno derrotando a su fundador original Ryszard Petru en una votación muy apretada. El 9 de enero de 2018, fue reemplazada por Kamila Gasiuk-Pihowicz como presidenta del grupo parlamentario del partido Moderno.

## Vida personal
En 1991, se casó con Maciej Lubnauer, un inversionista con quien tuvo una hija llamada Anna.